# Pulaski (Virginia)
Pulaski è una città della Virginia; gli abitanti erano 9.473 nel 2000. È il capoluogo dell'omonima contea; fa parte della Metropolitan Statistical Area di Blacksburg-Christianburg-Radford.

## Storia
La città ha preso il nome da Casimir Pulaski, un eroe della guerra d'indipendenza americana.
L'otto aprile 2011 due tornado hanno colpito Pulaski, causando danni per 1,68 milioni di dollari.